# Angelica Mandy

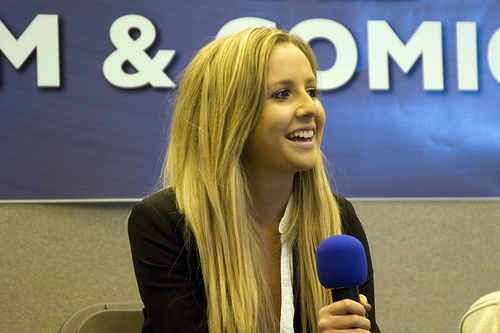
Angelica Mandy (2009)

Angelica Mandy (Bath, 25 augustus 1992) is een Britse actrice. 
Ze is onder andere bekend van haar rol als Gabrielle Delacour in de films Harry Potter en de Vuurbeker (2005) en Harry Potter en de Relieken van de Dood deel 1 (2010). Ze debuteerde in 2004 in de Amerikaans-Britse langspeelfilm Vanity Fair van Mira Nair.